# Halfdan Haleg
Halfdan Haleg o Halvdan Hålegg (nórdico antiguo: Hálfdan háleggur o Hálfdan Piernas Largas) fue un caudillo vikingo del siglo IX, hijo del rey Harald I de Noruega y de Snøfrid Svåsedotter, hija de Svåse el Finés. Era hermano de Gudrød Ljome (Gudrod el Brillante).
Halfdan y Gudrød mataron a Rognvald Eysteinsson jarl de Møre, y primer jarl de las Orcadas, acosándole y prendiéndole fuego en su propia casa en Noruega. Gudrød tomó posesión de las tierras del jarl Rögnvald mientras que Hálfdan navegó al oeste hacia las Orcadas para derrocar a su hijo Torf-Einarr. Torf-Einarr resistió las embestidas desde la fortaleza en Caithness. Tras una batalla naval, y una cruenta campaña terrestre, Einarr espió a Hálfdan que estaba escondido en North Ronaldsay. Según las sagas Hálfdan fue capturado, y Einarr lo sacrificó a Odín con el rito del águila de sangre.
La muerte de Hálfdan por los isleños de las Orcadas se recoge independientemente en la Historia Norvegiæ, pero los detalles de su muerte no. El rito del águila de sangre pudo ser un malentendido o una invención de los escritores de las sagas para aportar más dramatismo, ya que no figura en los versos escáldicos más antiguos, en su lugar mencionan que Hálfdan murió acribillado por múltiples lanzas. Los versos mencionan al águila como ave de carroña, y ello puedo influenciar a los escaldos a introducir el elemento ritual del águila de sangre.